# Erika Ziegler-Stege
Erika Ziegler-Stege (Pseudonym für Erika Klein, weitere Pseudonyme: Erika Klein-Wolken, Amely Kort; * 21. August 1909 in Mayen/Eifel; † 12. August 1997) war eine deutsche Schriftstellerin.

## Leben
Erika Ziegler-Stege lebte in Bonn, später in dem Ort Wolken bei Koblenz. Sie war Verfasserin zahlreicher erzählender Werke für jugendliche Leserinnen, meist aus den Genres Tier- bzw. Pferdebuch.

## Werke
- Der grüne Elefant, München 1958
- Pony Peter, Düsseldorf 1959
- Peter küßt Jacobin, Würzburg 1960
- Wenn man 15 - 16 - 17 ist, Nürnberg 1960
- Zirkus bei Onkel Mattis, Düsseldorf 1960
- Liebe Suleika, Düsseldorf 1961
- Geliebte, gehaßte Pferde, Hannover 1962
- Irmela, Wuppertal 1962 (unter dem Namen Erika Klein-Wolken)
- Kristina und das Glück der Erde, das bekanntlich auf dem Rücken der Pferde liegt, Würzburg 1962
- Und doch ein Happy-End, Wuppertal 1962 (unter dem Namen Erika Klein-Wolken)
- Bella-Susi, Lengerich/Westf. 1964 (unter dem Namen Amely Kort)
- Besuchen Sie mich in Amerika, Lengerich i.W. 1964
- Geschichten aus dem kleinen Haus, Lengerich/Westf. 1964 (unter dem Namen Amely Kort)
- Kluger Blitz und Adlerauge, Düsseldorf 1965
- Neue Geschichten aus dem kleinen Haus, Lengerich/Westf. 1965 (unter dem Namen Amely Kort)
- Noch mehr Geschichten aus dem kleinen Haus, Lengerich/Westf. 1965 (unter dem Namen Amely Kort)
- Das unleidliche Röschen, Lengerich (Westf.) 1965 (unter dem Namen Amely Kort)
- In der Wildnis Nr. 7, München 1966 (unter dem Namen Amely Kort)
- Wind um Minkas Ohren, Rüschlikon/Zürich [u. a.] 1966
- Fünf langhaarige Großhunde, Schloß Bleckede a.d. Elbe 1967
- Jasmin, der Goldfisch und das Pony, München 1968  (unter dem Namen Amely Kort)
- Goldstück und Silbermond, Balve/Westf. 1969 (unter dem Namen Amely Kort)
- Ich nenne dich Pimpo, Konstanz 1970
- Bianca, Schäferhündin mit kleinen Schwächen, Heidenheim/Brenz 1971
- Flippi, Heidenheim 1971
- Ich kenn' die Welt von ihrer schönen Seite, Rüschlikon (Zürich) [u. a.] 1971
- Goldjunge, Hannover 1973
- Horrido, weiße Wolke, Heidenheim (Brenz) 1973
- Auch zahme Tiere haben Zähne, Heidenheim 1974
- Mein Traum heißt Vip, Rüschlikon (Zürich) [u. a.] 1974
- Pferde und du und ich, Balve (Sauerland) 1974 (unter dem Namen Amely Kort)
- Susi auf Silberstern, Hannover 1974
- Ferienglück mit Pferden, Eltville/Rhein 1975 (unter dem Namen Amely Kort)
- Lavanda heißt unser Pony, Menden/Sauerland 1976 (unter dem Namen Amely Kort)
- Lieb bist du ..., Rüschlikon [u. a.] 1976
- Mit dir und den Pferden, Menden/Sauerland 1976
- Der schönste Sommer, den es je gab, Hannover 1976
- Abenteuer mit Attila, Stuttgart [u. a.] 1977
- Adlerauges Abenteuer, Menden/Sauerland 1977
- Armer, dummer, kleiner Hund, Balve/Sauerland 1977 (unter dem Namen Amely Kort)
- Astas Freunde sind die Pferde, Menden/Sauerland 1977
- Einen Freund an der Seite, Hannover 1977
- Ich kann nicht mit halbem Herzen lieben, Balve/Sauerland 1977 (unter dem Namen Amely Kort)
- Maja auf dem Reiterhof, Rüschlikon (Zürich) [u. a.] 1977
- In Freundschaft, Deine ..., Rüschlikon (Zürich) [u. a.] 1978
- Mit Pferden auf du, Menden/Sauerland 1978
- Reitclub der Sieger, Balve/Sauerland 1978 (unter dem Namen Amely Kort)
- Der fremde Reiter, Rüschlikon-Zürich [u. a.] 1979
- Mein Freund Barry, Stuttgart 1979
- Schöne Stunden mit Pferden, Menden/Sauerland 1979
- Liddis Abenteuer mit Pferden, Stuttgart 1980
- Liebe auf den ersten Blick, Menden/Sauerland 1980
- Mädchenträume, Menden/Sauerland 1980
- Nora, du bist unmöglich!, Rüschlikon-Zürich [u. a.] 1980
- Ich wär so gern bei dir ..., Rüschlikon-Zürich [u. a.] 1981
- Im Sattel zu Hause, Menden/Sauerland 1981
- Wiedersehen mit Bella, Menden/Sauerland 1981 (unter dem Namen Amely Kort)
- Zweimal Herzbube und die Pferde, Menden/Sauerland 1981
- Jenny, Uwe und die Pferde, Rüschlikon-Zürich [u. a.] 1982
- Liebe - groß geschrieben, Balve/Sauerland 1982 (unter dem Namen Amely Kort)
- Verliebt - nicht nur in Pferde, Menden/Sauerland 1982
- Ausgerechnet Pferde ..., Menden/Sauerland 1983
- Komm mit - zu den Pferden, Rüschlikon-Zürich [u. a.] 1983
- Pferdefreunde stören nie, Menden/Sauerland 1984
- Pferde sind doch so verschwiegen, Lahr 1985
- Wer hilft uns?, Menden 1992 (unter dem Namen Amely Kort)